# مولهایم (کلن)
مولهایم (به آلمانی: Köln-Mülheim) یک منطقهٔ مسکونی در آلمان است که در کلن واقع شده‌است. مولهایم ۵۲٫۲ کیلومتر مربع مساحت و ۱۴۴٬۴۱۹ نفر جمعیت دارد.